# Amano Kota
Kota Amano (sinh ngày 22 tháng 6 năm 1987) là một cầu thủ bóng đá người Nhật Bản.

## Sự nghiệp câu lạc bộ
Kota Amano đã từng chơi cho SC Sagamihara.